# Persza liha ukraińska w piłce nożnej kobiet
Persza liha (ukr. Перша ліга серед жіночих команд, dosł. Pierwsza liga wśród drużyn żeńskich) – drugi poziom w hierarchii ligowych rozgrywek w piłce nożnej mężczyzn na Ukrainie. Utworzona w 1992 roku i zarządzana przez Komitet Piłki Nożnej Kobiet organizowany przy Ukraińskim Związku Piłki Nożnej (UAF). Zmagania w jej ramach toczą się cyklicznie (co sezon) i przeznaczone są dla 10 najlepszych krajowych klubów piłkarskich.  Dwie pierwsze drużyny ligi uzyskują awans do Wyszczej lihi.

## Historia
Po uzyskaniu niepodległości w 1991 roku Ukraina zaczęła organizować własne rozgrywki piłkarskie. Pierwszy sezon ukraińskiej ekstraklasy rozegrano od 18 kwietnia do 18 października 1992 roku, kiedy to 8 zespołów systemem kołowym walczyli o awans do Wyższej ligi. Pierwsze historyczne mistrzostwo ligi zdobyła Iskra Zaporoże.
W 1994 roku Persza Liha (2 poziom) została zlikwidowana. Powodem było małe zainteresowanie klubów kobiecych. Wtedy spadkowicze kontynuowały występy na poziomie regionalnym. Dopiero od 2013 rozgrywki w Pierwszej lidze zostały wznowione.
Od sezonu 2017/2018 rozgrywki w Pierwszej lidze odbywają się systemem jesień-wiosna, a liczba zespołów stanowi 10.

## Skład ligi w sezonie 2020/21
| Klub                  | Miasto          |
| --------------------- | --------------- |
| Ateks                 | Kijów           |
| ChPKSP-Żytłobud-2     | Charków         |
| Junist'-SzWSM         | Czernihów       |
| Kobra-DJuSSz          | Biłokurakyne    |
| Kołos                 | Kowaliwka       |
| Lwiw-Jantaroczka      | Nowowołyńsk     |
| Łuhanoczka            | Ługańsk         |
| Rodyna-Licej          | Kostopol        |
| Prykarpattia-DJuSSz-3 | Iwano-Frankiwsk |
| SDJuSzOR-16           | Kijów           |

## Mistrzowie i pozostali medaliści
| Sezon                         | Gr. | K | K | T | Mistrz                       | Wicemistrz                         | III miejsce                        | Br. | Król strzelców                                          | Uwagi                                           |
| Persza Liha (ukr. Перша ліга) |     |   |   |   |                              |                                    |                                    |     |                                                         |                                                 |
| 1992                          |     |   |   | 1 | Iskra Zaporoże               | Tekstylnyk Donieck                 | Junisa Ługańsk                     | ?   | ?                                                       | 8 klubów                                        |
| 1993                          |     |   |   | 1 | Stymuł-ZDU Zaporoże          | Lwiwianka Lwów                     | Łada Mikołajów                     | ?   | ?                                                       | 6 klubów                                        |
| 1994–2012                     |     |   |   |   |                              |                                    |                                    |     |                                                         | nie rozgrywano przez małe zainteresowanie       |
| 2013                          |     |   |   | 1 | Medyk Morszyn                | Jatrań-Umańfermmasz Humań          | Żytłobud-2-ChOWUFK Charków         | 17  | Anastasija Korynina (Żytłobud-2-ChOWUFK Charków)        | 10 klubów                                       |
| 2014                          |     |   |   | 1 | Nika Połtawa                 | Ternopolanka Tarnopol              | Oswita-DJuSSz-3                    | 6   | Switłana Bazan (Czornomoroczka Odessa)                  | 8 klubów                                        |
| 2015                          |     |   |   | 1 | Pantery Humań                | Oswita-DJuSSz-3                    | Torpedoczka-Awtomobilist Mikołajów | 12  | Chrystyna Romanowa (Torpedoczka-Awtomobilist Mikołajów) | 9 klubów                                        |
| 2016                          |     |   |   | 1 | Spartak Czernihów            | Złahoda-Dnipro-1                   | Lwiwianka Lwów                     | 12  | Switłana Witiuk (Kołos-Mrija Machniwka)                 | 14 klubów w 3 gr.+finał 2gr.                    |
| 2017                          |     |   |   | 1 | Ładomyr Włodzimierz Wołyński | Mariupolczanka Mariupol            | Jantaroczka Nowowołyńsk            | 7   | Nadija Czajka (Karpaty Lwów)                            | 11 klubów w 3 gr. +półfinał+finał               |
| 2017/18                       |     |   |   | 1 | Woschod Stara Majaczka       | Jantaroczka Nowowołyńsk            | Mariupolczanka Mariupol            | 25  | Julija Steć (Woschod Stara Majaczka)                    | 11 klubów w 3 gr. +półfinał+finał               |
| 2018/19                       |     |   |   | 1 | Mariupolczanka Mariupol      | WO DJuSSz Winnica                  | SK Wysznewe                        | 12  | Julija Chrystiuk (WO DJuSSz Winnica)                    | 11 klubów w 2 gr. +półfinał+finał               |
| 2019/20                       | A   |   |   | 1 | Karpaty Lwów                 | Bukowyńska Nadija Wełykyj Kuczuriw | Kołos-Mrija Machniwka              | 8   | Nadija Czajka (Karpaty Lwów)                            | 10 klubów w 2 gr. +niedokończony przez COVID-19 |
| 2019/20                       | B   |   |   | 1 | Nika Mikołajów               | Kołos Kowaliwka                    | ChPKSP-Żytłobud-2                  | 8   | Nadija Czajka (Karpaty Lwów)                            | 10 klubów w 2 gr. +niedokończony przez COVID-19 |
| 2020/21                       |     |   |   | 1 | Kołos Kowaliwka              | Ateks Kijów                        | Rodyna-Licej Kostopol              | 16  | Anna Kawerzina (Kołos Kowaliwka)                        | 10 klubów                                       |

## Statystyka

### Klasyfikacja według klubów
W dotychczasowej historii Perszej lihi na podium oficjalnie stawało w sumie 29 drużyn. Liderem klasyfikacji są 12 zespołów, którzy zdobyły po 1 tytule mistrzowskim.
Stan na maj 2021.
| Lp. | Klub                               | Miejsca na podium | Miejsca na podium       | Miejsca na podium | Zwycięskie sezony |   |   |         |
| --- | ---------------------------------- | ----------------- | ----------------------- | ----------------- | ----------------- | - | - | ------- |
| Lp. | Klub                               | 1.                | Mariupolczanka Mariupol | 1                 | Zwycięskie sezony | 1 | 1 | 2018/19 |
| 2.  | Kołos Kowaliwka                    | 1                 | 1                       | 0                 | 2020/21           |   |   |         |
| 3.  | Nika Mikołajów                     | 1                 | 0                       | 1                 | 2019/20           |   |   |         |
| 4.  | Iskra Zaporoże                     | 1                 | 0                       | 0                 | 1992              |   |   |         |
| 4.  | Karpaty Lwów                       | 1                 | 0                       | 0                 | 2019/20           |   |   |         |
| 4.  | Ładomyr Włodzimierz Wołyński       | 1                 | 0                       | 0                 | 2017              |   |   |         |
| 4.  | Medyk Morszyn                      | 1                 | 0                       | 0                 | 2013              |   |   |         |
| 4.  | Nika Połtawa                       | 1                 | 0                       | 0                 | 2014              |   |   |         |
| 4.  | Pantery Humań                      | 1                 | 0                       | 0                 | 2015              |   |   |         |
| 4.  | Spartak Czernihów                  | 1                 | 0                       | 0                 | 2016              |   |   |         |
| 4.  | Stymuł-ZDU Zaporoże                | 1                 | 0                       | 0                 | 1993              |   |   |         |
| 4.  | Woschod Stara Majaczka             | 1                 | 0                       | 0                 | 2017/18           |   |   |         |
| 13. | Jantaroczka Nowowołyńsk            | 0                 | 1                       | 1                 |                   |   |   |         |
| 13. | Lwiwianka Lwów                     | 0                 | 1                       | 1                 |                   |   |   |         |
| 13. | Oswita-DJuSSz-3                    | 0                 | 1                       | 1                 |                   |   |   |         |
| 16. | Ateks Kijów                        | 0                 | 1                       | 0                 |                   |   |   |         |
| 16. | Bukowyńska Nadija Wełykyj Kuczuriw | 0                 | 1                       | 0                 |                   |   |   |         |
| 16. | WO DJuSSz Winnica                  | 0                 | 1                       | 0                 |                   |   |   |         |
| 16. | Jatrań-Umańfermmasz Humań          | 0                 | 1                       | 0                 |                   |   |   |         |
| 16. | Tekstylnyk Donieck                 | 0                 | 1                       | 0                 |                   |   |   |         |
| 16. | Ternopolanka Tarnopol              | 0                 | 1                       | 0                 |                   |   |   |         |
| 16. | Złahoda-Dnipro-1                   | 0                 | 1                       | 0                 |                   |   |   |         |
| 23. | ChPKSP-Żytłobud-2                  | 0                 | 0                       | 1                 |                   |   |   |         |
| 23. | Junisa Ługańsk                     | 0                 | 0                       | 1                 |                   |   |   |         |
| 23. | Kołos-Mrija Machniwka              | 0                 | 0                       | 1                 |                   |   |   |         |
| 23. | Łada Mikołajów                     | 0                 | 0                       | 1                 |                   |   |   |         |
| 23. | Rodyna-Licej Kostopol              | 0                 | 0                       | 1                 |                   |   |   |         |
| 23. | SK Wysznewe                        | 0                 | 0                       | 1                 |                   |   |   |         |
| 23. | Żytłobud-2-ChOWUFK Charków         | 0                 | 0                       | 1                 |                   |   |   |         |

### Klasyfikacja według miast
Siedziby klubów: Stan na maj 2021.
| Miasto               | Liczba tytułów | Drużyny                                     |
| -------------------- | -------------- | ------------------------------------------- |
| Zaporoże             | 2              | Iskra Zaporoże (1), Stymuł-ZDU Zaporoże (1) |
| Czernihów            | 1              | Spartak Czernihów (1)                       |
| Humań                | 1              | Pantery Humań (1)                           |
| Kowaliwka            | 1              | Kołos Kowaliwka (1)                         |
| Lwów                 | 1              | Karpaty Lwów (1)                            |
| Mariupol             | 1              | Mariupolczanka Mariupol (1)                 |
| Morszyn              | 1              | Medyk Morszyn (1)                           |
| Mikołajów            | 1              | Nika Mikołajów (1)                          |
| Połtawa              | 1              | Nika Połtawa (1)                            |
| Stara Majaczka       | 1              | Woschod Stara Majaczka (1)                  |
| Włodzimierz Wołyński | 1              | Ładomyr Włodzimierz Wołyński (1)            |